# Kim Engelbrecht
Kim Engelbrecht, född 20 juni 1980 i Kapstaden, är en sydafrikansk skådespelare.
Engelbrecht har bland annat medverkat i TV-serierna Dominion (2014-2015), The Flash (2017-2018) och Reyka – brottsprofilerare från 2021.

## Filmografi (i urval)
- 2014–2015 – Dominion (TV-serie)
- 2017–2018 – The Flash (TV-serie)
- 2021 – Reyka – brottsprofilerare (TV-serie)